# Élections régionales de 2021 dans les Pays de la Loire
Pour un article plus général, voir Élections régionales françaises de 2021.
Les élections régionales de 2021 dans les Pays de la Loire ont lieu les 20 et 27 juin 2021 afin de renouveler les membres du conseil régional de la région française des Pays de la Loire.

## Contexte régional

### Conseil régional sortant
| Présidente du conseil régional              |       |       |      |                                                      |
| Christelle Morançais (LR)                   |       |       |      |                                                      |
| Parti                                       | Sigle | Sigle | Élus | Groupe                                               |
| Majorité (54 sièges)                        |       |       |      |                                                      |
| Les Républicains                            |       | LR    | 31   | Les Républicains et apparentés                       |
| Divers droite                               |       | DVD   | 6    | Les Républicains et apparentés                       |
| Union des démocrates et indépendants        |       | UDI   | 15   | Union centriste                                      |
| Mouvement démocrate                         |       | MoDem | 1    | Union centriste                                      |
| Divers droite                               |       | DVD   | 1    | Union centriste                                      |
| Opposition de gauche (23 sièges)            |       |       |      |                                                      |
| Parti socialiste                            |       | PS    | 14   | Socialiste, écologiste, radical et républicain       |
| Parti radical de gauche                     |       | PRG   | 1    | Socialiste, écologiste, radical et républicain       |
| Place publique                              |       | PP    | 1    | Socialiste, écologiste, radical et républicain       |
| Divers gauche                               |       | DVG   | 1    | Socialiste, écologiste, radical et républicain       |
| Europe Écologie Les Verts                   |       | EÉLV  | 5    | Écologiste et citoyen                                |
| La France insoumise                         |       | LFI   | 1    | Non-inscrite                                         |
| Opposition d'extrême droite (13 sièges)     |       |       |      |                                                      |
| Divers extrême droite                       |       | EXD   | 4    | Alliance des Pays de la Loire Traditions et libertés |
| Les Patriotes                               |       | LP    | 2    | Alliance des Pays de la Loire Traditions et libertés |
| Centre national des indépendants et paysans |       | CNIP  | 1    | Alliance des Pays de la Loire Traditions et libertés |
| Rassemblement national                      |       | RN    | 6    | Rassemblement national des Pays de la Loire          |
| Minorité (3 sièges)                         |       |       |      |                                                      |
| La République en marche                     |       | LREM  | 3    | La Région en marche                                  |

### Scrutins précédents
| Parti | Parti | Région. 2015 | Présid. 2017 | Euro. 2019 |
| ----- | ----- | ------------ | ------------ | ---------- |
|       | LO    | 1,47 %       | 0,73 %       | 0,94 %     |
|       | NPA   |              | 1,20 %       |            |
|       | LFI   |              | 18,41 %      | 5,32 %     |
|       | PCF   | 3,33 %       |              | 1,80 %     |
|       | PS    | 25,75 %      | 6,55 %       | 6,95 %     |
|       | EELV  | 7,82 %       |              | 15,57 %    |
|       | LREM  |              | 26,27 %      | 25,14 %    |
|       | UDI   | 33,49 %      |              | 3,23 %     |
|       | LR    | 33,49 %      | 23,56 %      | 8,73 %     |
|       | DLF   | 4,09 %       | 5,01 %       | 3,70 %     |
|       | RN    | 21,35 %      | 16,62 %      | 18,81 %    |
|       | UPR   | 1,26 %       | 0,71 %       | 0,92 %     |
|       | DIV   | 1,27 %       | 0.95 %       | 3.14 %     |

## Système électoral

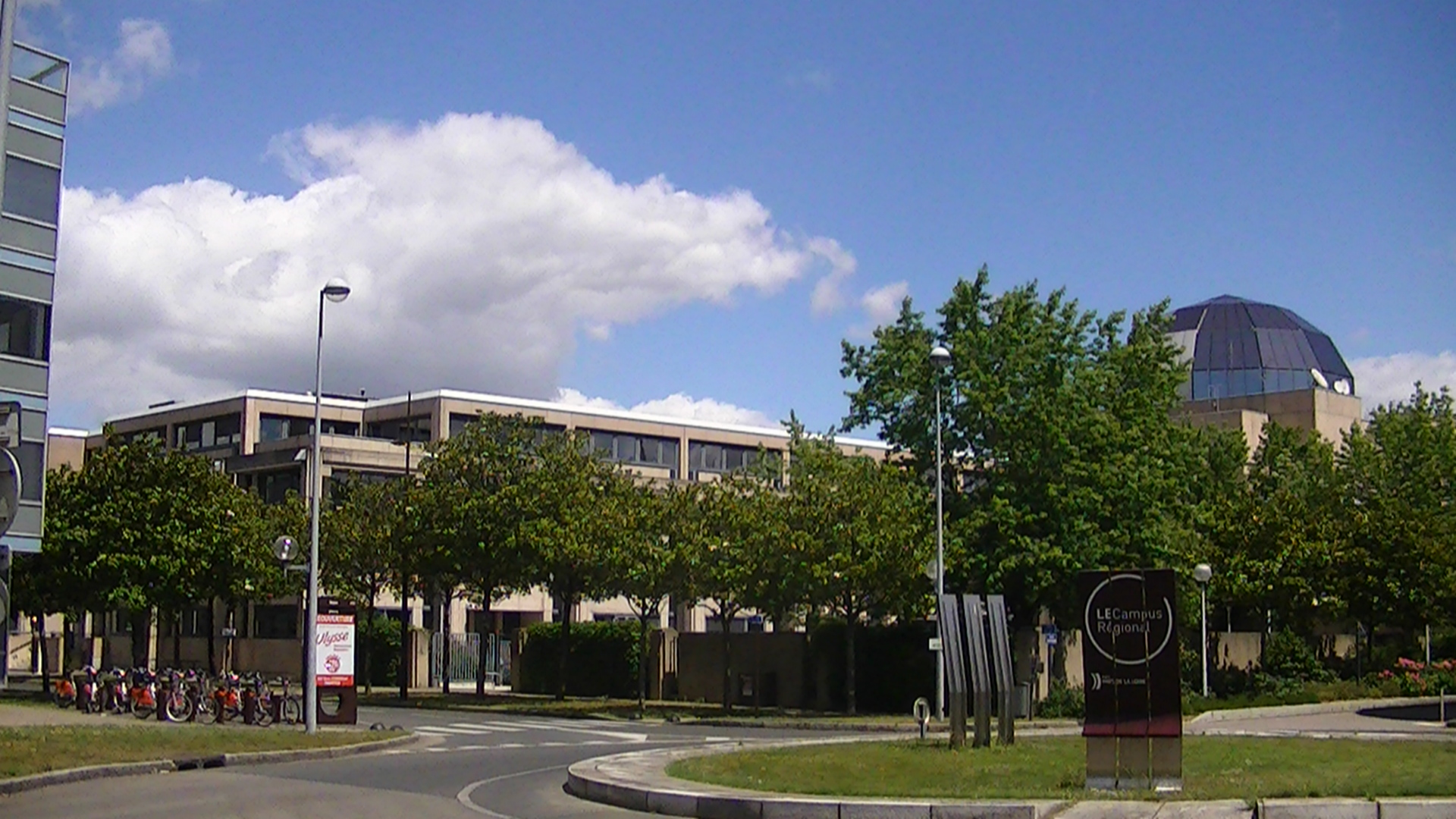
L’hôtel de région à Nantes.

Le conseil régional des Pays de la Loire est doté de 93 sièges pourvus pour six ans selon un système mixte à finalité majoritaire. Il est fait recours au scrutin proportionnel plurinominal mais celui ci est combiné à une prime majoritaire de 25 % des sièges attribuée à la liste arrivée en tête, si besoin en deux tours de scrutin. Les électeurs votent pour une liste fermée de candidats, sans panachage ni vote préférentiel. Les listes doivent respecter la parité en comportant alternativement un candidat homme et une candidate femme.
Au premier tour, la liste ayant obtenu la majorité absolue des suffrages exprimés remporte la prime majoritaire, et les sièges restants sont répartis à la proportionnelle selon la règle de la plus forte moyenne entre toutes les listes ayant franchi le seuil électoral de 5 % des suffrages exprimés, y compris la liste arrivée en tête.
Si aucune liste n'a recueilli la majorité absolue, un second tour est organisé entre toutes les listes ayant obtenu au moins 10 % des suffrages exprimés au premier tour. Les listes ayant obtenu au moins 5 % peuvent néanmoins fusionner avec les listes pouvant se maintenir. La répartition des sièges se fait selon les mêmes règles qu'au premier tour, la seule différence étant que la prime majoritaire est attribuée à la liste arrivée en tête, qu'elle ait obtenu ou non la majorité absolue.
Une fois les nombres de sièges attribués à chaque liste au niveau régional, ceux-ci sont répartis entre les sections départementales, au prorata des voix obtenues par la liste dans chaque département.

## Campagne

### Rassemblement national
Le Rassemblement national, plus tourné vers les départementales, devait désigner sa tête de liste courant novembre, rivalisant avec le groupe souverainiste Alliance pour les Pays de la Loire : sept élus FN en 2015 exclus depuis, proche des Patriotes et voulant s'ouvrir à Debout la France, au CNIP voire aux Républicains déçus.
Le 26 janvier 2021, le RN désigne le député européen Hervé Juvin comme tête de liste.

### Debout la France
La Sarthoise Cécile Bayle de Jessé a été désignée par Debout la France pour mener la liste et n'envisage pas d'alliance avec des partis mais avec des personnes. Ernest Chénière, ancien député RPR de la 3e circonscription de l'Oise, est candidat sur la liste du Maine-et-Loire;

### Parti socialiste
Le Parti socialiste (PS) a désigné comme tête de liste Guillaume Garot le 9 octobre, député de la Mayenne et ancien ministre délégué à l’Agroalimentaire, seul candidat. Le collectif Ensemble pour les Pays de la Loire 2021, constitué du PS, de Place publique, du Parti communiste français, du PRG, GDS, GRS, Liberté écologie fraternité et de Nouvelle Donne, a lancé un appel à s'unir dès le premier tour,. 
Le 22 avril, Corinne Lepage, ancienne ministre de l’Environnement d’Alain Juppé, a annoncé le soutien de son parti Cap écologie.

### Europe Écologie Les Verts - La France insoumise
Le 4 octobre, La France insoumise (LFI) a lancé un appel intitulé Faisons causes communes en Pays de la Loire pour "se fédérer pour écarter la majorité régionale de droite sortante". En novembre, Europe Écologie Les Verts (EELV) a choisi comme cheffe de file la militante vendéenne Lucie Etonno, conseillère régionale sortante et coprésidente du groupe d’opposition Écologiste et citoyen, sans écarter toutefois le député angevin Matthieu Orphelin (ex-EELV, ex-LREM) qui pourrait conduire un « pôle écologiste ». Un "Appel pour une région pays de la Loire écologique, citoyenne et solidaire", est lancé par un collectif de citoyens et d'élus, adhérents ou non à des partis politiques comme EELV, Génération écologie, Génération.s, Matthieu Orphelin, des participants à la Convention citoyenne pour le climat, pour "construire un projet régional".
Le 29 novembre, le comité électoral de LFI a désigné comme chefs de file Sandrine Bataille (Loire-Atlantique) et Matthias Tavel (Sarthe), 32 ans, ancien directeur adjoint du cabinet de Jean-Luc Mélenchon (2011-2017), candidat LFI aux élections législatives de 2017, où il avait obtenu 12,2 %, et aux élections européennes de 2019, où LFI avait obtenu 6,1%. En février 2021, Matthieu Orphelin se déclare candidat et appelle à l'union de la gauche et des écologistes. Le 12 mars 2021, le collectif annonce sa désignation comme tête de liste régionale ainsi que cinq têtes de listes départementales : trois EELV, une Génération.s et une non-encartée. Mi-avril, l'Appel pour les Pays de la Loire conduit par Matthieu Orphelin et LFI annoncent leur regroupement,.

### Les Républicains
En décembre, Christelle Morançais, actuelle présidente de la Région, annonce qu’elle a accepté de préparer les élections pour Les Républicains. Le 5 mai, le conseil national de LR désigne ses chefs de file : Franck Louvrier, maire de La Baule, en Loire-Atlantique ; Roch Brancour dans le Maine-et-Loire ; Samia Soultani en Mayenne ; Anne Beauchef en Sarthe ; et Bruno Retailleau en Vendée. Le 6 mai, la présidente sortante confirme sa candidature à un deuxième mandat. Le Mouvement de la ruralité (ex-CPNT), membre de la majorité sortante , annonce en juin avoir été « évincé » de la liste au profit du dissidents du MoDem, allié de LREM. Le parti ne donne donc aucune consigne de vote tout en appelant à battre les écologistes.

### La République en marche
La tête de liste de La République en marche devait être annoncée au printemps 2021, François de Rugy étant chef de file pour « servir de point d'entrée aux discussions avec les parlementaires ». Le 23 avril 2021, François de Rugy officialise sa candidature.

### Lutte ouvrière
En mars 2021, Lutte ouvrière désigne Eddy Le Beller comme tête de liste de sa liste pour les élections régionales dans les Pays de la Loire.

### Un nôtre monde
La liste est menée par Linda Rigaudeau, Nantaise de 41 ans, naturopathe, iridologue et micronutritioniste, membre du comité de soutien de la candidate EELV Julie Laernoes lors des élections municipales de 2020 à Nantes. Les listes « Un nôtre monde » sont soutenues par deux collectifs contestataires défendant une vision « citoyenne », naturopathique et conspirationniste.

## Candidats

### Têtes de liste départementales au premier tour
| Listes | Listes                                                                             | Loire-Atlantique           | Maine-et-Loire             | Mayenne                  | Sarthe                         | Vendée                        |
| ------ | ---------------------------------------------------------------------------------- | -------------------------- | -------------------------- | ------------------------ | ------------------------------ | ----------------------------- |
|        | 1. L'Écologie ensemble : solidaire & citoyenne conduite par Matthieu Orphelin,     | Franck Nicolon (EÉLV)      | Arash Saeidi (G.s)         | Solène Mesnager (EÉLV)   | Mélanie Cosnier (ÉCO)          | Lucie Etonno (EÉLV)           |
|        | 2. Faire entendre le camp des travailleurs                                         | Eddy Le Beller (LO)        | Céline L'Huillier (LO)     | Martine Amelin (LO)      | Arnaud Rabette (LO)            | Gilles Robin (LO)             |
|        | 3. Un nôtre monde Pays de la Loire                                                 | Linda Rigaudeau (DIV)      | Vincent Schollhammer (DIV) | Carmelo Di Bartolo (DIV) | Sophie Brengard (DIV)          | Patrick Fournier (DIV)        |
|        | 4. La Région de tous les progrès                                                   | François de Rugy (LREM)    | Éric Frémy (DVC)           | Laurence Deschamps (DVC) | Dominique Amiard (MR)          | Françoise Fontenaille (MoDem) |
|        | 5. Union de la droite et du centre                                                 | Sandra Imperiale (LR)      | Eric Grelier (DVD)         | Philippe Henry (UDI)     | Christelle Morançais (LR)      | Antoine Chéreau (DVD)         |
|        | 6. Debout les Pays de la Loire – liste d'union                                     | Jean-Claude Lhommeau (DLF) | Benoît Lépiné (DLF)        | Alain Guinoiseau (DLF)   | Cécile Bayle de Jessé (DLF)    | Didier Chabaillé (DLF)        |
|        | 7. Le printemps des Pays de la Loire                                               | Dominique Deniaud (DVG)    | Jackie Goulet (DVG)        | Guillaume Garot (PS)     | Christine Tafforeau-Hardy (PS) | Cécile Dreure (PS)            |
|        | 8. Pour une région qui vous protège – Liste soutenue par le Rassemblement national | Hervé Juvin (PL)           | Gabriel de Chabot (RN)     | Jean-Michel Cadenas (RN) | Raymond de Malherbe (RN)       | Jean-Patrick Fillet (RN)      |

### Têtes de liste départementales au second tour
| Listes | Listes                                                                          | Loire-Atlantique        | Maine-et-Loire         | Mayenne                  | Sarthe                         | Vendée                        |
| ------ | ------------------------------------------------------------------------------- | ----------------------- | ---------------------- | ------------------------ | ------------------------------ | ----------------------------- |
|        | L’écologie et la gauche ensemble, solidaires et citoyennes                      | Franck Nicolon (EÉLV)   | Arash Saeidi (G.s)     | Guillaume Garot (PS)     | Christine Tafforeau-Hardy (PS) | Lucie Etonno (EÉLV)           |
|        | La Région de tous les progrès                                                   | François de Rugy (LREM) | Éric Frémy (DVC)       | Laurence Deschamps (DVC) | Dominique Amiard (MR)          | Françoise Fontenaille (MoDem) |
|        | Union de la droite et du centre                                                 | Sandra Imperiale (LR)   | Eric Grelier (DVD)     | Philippe Henry (UDI)     | Christelle Morançais (LR)      | Antoine Chéreau (DVD)         |
|        | Pour une région qui vous protège – Liste soutenue par le Rassemblement national | Hervé Juvin (PL)        | Gabriel de Chabot (RN) | Jean-Michel Cadenas (RN) | Raymond de Malherbe (RN)       | Jean-Patrick Fillet (RN)      |

## Sondages

### Premier tour
| Sondeur                | Date                  | Panel | LO        | LFI           | EÉLV          | PS-PCF        | LREM | LR-UDI    | DLF   | PL-RN | DIV       |
| Sondeur                | Date                  | Panel | Le Beller | Tavel         | Orphelin      | Garot         | Rugy | Morançais | Bayle | Juvin | Rigaudeau |
| ---------------------- | --------------------- | ----- | --------- | ------------- | ------------- | ------------- | ---- | --------- | ----- | ----- | --------- |
| Sondeur                | Date                  | Panel |           |               |               |               |      |           |       |       |           |
| Ipsos                  | 3 au 7 juin 2021      | 1 001 | 2         | 19 (Orphelin) | 19 (Orphelin) | 14            | 19   | 25        | 4     | 17    | <0,5      |
| OpinionWay (pour EÉLV) | 25 au 30 mai 2021     | 1 055 | 1         | 17 (Orphelin) | 17 (Orphelin) | 14            | 17   | 26        | 3     | 21    | 1         |
| OpinionWay (pour EÉLV) | 14 au 18 janvier 2021 | 1 009 | —         | 6             | 15            | 13            | 24   | 24        | 2     | 16    | —         |
| OpinionWay (pour EÉLV) | 14 au 18 janvier 2021 | 1 009 | —         | 29 (Orphelin) | 29 (Orphelin) | 29 (Orphelin) | 25   | 24        | 3     | 19    | —         |

### Second tour
| Sondeur | Date             | Panel | EÉLV-PS-PCF-LFI | EÉLV-PS-PCF-LFI | LREM | LR-UDI    | PL-RN |
| Sondeur | Date             | Panel | Orphelin        | Garot           | Rugy | Morançais | Juvin |
| ------- | ---------------- | ----- | --------------- | --------------- | ---- | --------- | ----- |
| Sondeur | Date             | Panel |                 |                 |      |           |       |
| Ipsos   | 3 au 7 juin 2021 | 1001  | 32              | —               | 23   | 25        | 20    |
| Ipsos   | 3 au 7 juin 2021 | 1001  | —               | 32              | 22   | 25        | 21    |

## Résultats

### Global
|                          |                          |                                 |              |              |             |               |        |               |  |  |  |  |  |  |
| Tête de liste            | Tête de liste            | Liste                           | Premier tour | Premier tour | Second tour | Second tour   | Sièges | +/-           |  |  |  |  |  |  |
| Tête de liste            | Tête de liste            | Liste                           | Voix         | %            | Voix        | %             | Sièges | +/-           |  |  |  |  |  |  |
|                          | Christelle Morançais     | LR-UDI-LC                       | 278 948      | 34,30        | 392 640     | 46,45         | 57     | 3             |  |  |  |  |  |  |
|                          | Matthieu Orphelin        | EÉLV-G·s-GÉ-LFI-ESNT-AE-ES-LND  | 152 081      | 18,70        | 294 705     | 34,86         | 24     | 2             |  |  |  |  |  |  |
|                          | Guillaume Garot          | PS-PRG-PCF-GRS-PP-ND-CE-UDB-GDS | 132 693      | 16,32        | 294 705     | 34,86         | 24     | 2             |  |  |  |  |  |  |
|                          | Hervé Juvin              | PL-RN-LDP-LAF                   | 101 951      | 12,54        | 88 603      | 10,48         | 7      | 6             |  |  |  |  |  |  |
|                          | François de Rugy         | LREM-MoDem-Agir-MR-TdP          | 97 371       | 11,97        | 69 349      | 8,20          | 5      | 5             |  |  |  |  |  |  |
|                          | Cécile Bayle de Jessé    | DLF-CNIP                        | 24 078       | 2,96         |             |               | 0      | en stagnation |  |  |  |  |  |  |
|                          | Eddy Le Beller           | LO                              | 21 350       | 2,63         | 0           | en stagnation |        |               |  |  |  |  |  |  |
|                          | Linda Rigaudeau          | DIV                             | 4 845        | 0,60         | 0           | en stagnation |        |               |  |  |  |  |  |  |
|                          |                          |                                 |              |              |             |               |        |               |  |  |  |  |  |  |
| Suffrages exprimés       | Suffrages exprimés       | Suffrages exprimés              | 813 317      | 95,37        | 845 307     | 96,16         |        |               |  |  |  |  |  |  |
| Votes blancs             | Votes blancs             | Votes blancs                    | 24 665       | 2,89         | 20 592      | 2,34          |        |               |  |  |  |  |  |  |
| Votes nuls               | Votes nuls               | Votes nuls                      | 14 851       | 1,74         | 13 151      | 1,50          |        |               |  |  |  |  |  |  |
| Total                    | Total                    | Total                           | 852 833      | 100          | 879 050     | 100           | 93     | en stagnation |  |  |  |  |  |  |
| Abstentions              | Abstentions              | Abstentions                     | 1 922 513    | 69,27        | 1 896 834   | 68,33         |        |               |  |  |  |  |  |  |
| Inscrits / Participation | Inscrits / Participation | Inscrits / Participation        | 2 775 346    | 30,73        | 2 775 884   | 31,67         |        |               |  |  |  |  |  |  |

## Suites
Afin d'éviter une trop grande proximité des élections suivantes avec les deux tours de l'élection présidentielle et des législatives d'avril et juin 2027, le mandat des conseillers élus en 2021 est exceptionnellement prolongé à six ans et neuf mois. Les prochaines élections ont par conséquent lieu en 2028 au lieu de 2027.